# Teutrante

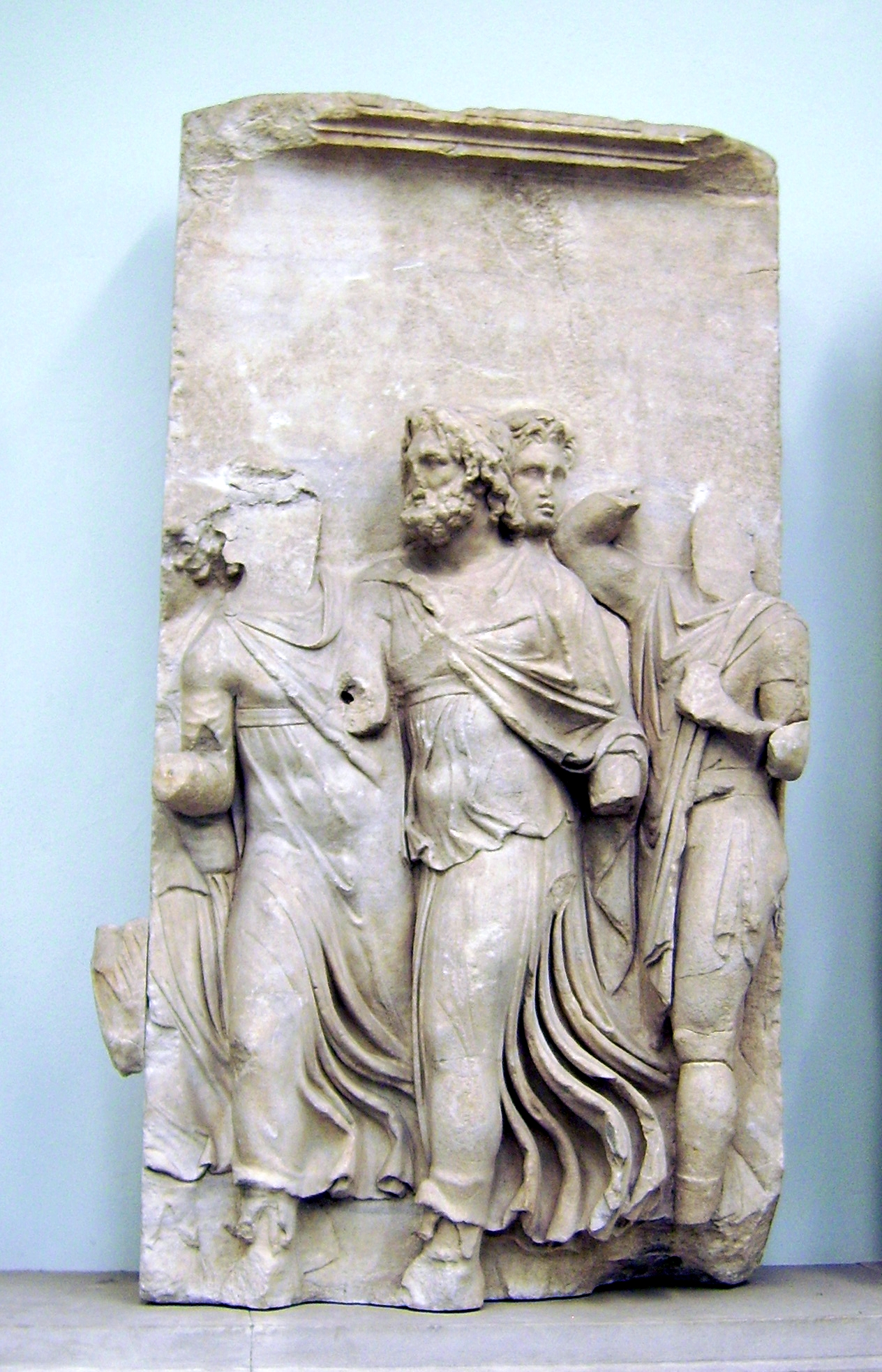
Friso de Télefo del Altar de Pérgamo: Teutrante encuentra a Auge en la playa.

En la mitología griega, Teutrante (Τεύθρας) fue un rey de Misia, el epónimo mitológico de la ciudad de Teutrania. Ninguna fuente indica quiénes eran sus progenitores. Dicen que recibió a Auge, la madre del malogrado Télefo, y, o bien se casó con ella o la adoptó como a su propia hija. 
Más tarde, Idas, el hijo de Afareo, intentó destronar a Teutrante y tomar posesión de su reino. Télefo, que había sido previamente aconsejado por el oráculo de Delfos de navegar a Misia si quería saber quién era su madre, llegó a tiempo para proporcionar ayuda a Teutrante y derrotar a Idas. Él y Auge, a continuación, se reconocieron mutuamente. Teutrante dio a Télefo como esposa a su hija Argiope, y como no tenía hijos varones, lo nombró su sucesor al trono de Misia. En otra versión del mito Nauplio llevó a Auge y al aún niño Télefo hasta Misia donde Teutrante la hizo su esposa. Higino da otra versión, en la que Teutrante acogió a Auge como a una hija, y más tarde llegó Télefo para ayudarle a vencer a Idas. En otra versión del mito, Télefo llegado de Arcadia fue acogido por Teutrante, que se casó con la madre éste y aquel heredó el trono de los misios. Según cuenta Eurípides, a Auge y al joven Télefo los crio Teutrante como hijos propios.